# Gallagher & Lyle
Gallagher & Lyle var en brittisk popduo som bildades 1972 av Benny Gallagher (född Bernard Joseph Gallagher 10 juni 1945 i Largs, Ayrshire, Skottland) och Graham Lyle (född Graham Hamilton Lyle 11 mars 1944 i Bellshill, Lanarkshire, Skottland).
Gallagher och Lyle träffades redan 1964 och skrev låtar tillsammans. År 1968 fick de kontrakt med Apple Records som låtskrivare åt skivbolagets artister, till exempel Mary Hopkin. 
År 1970 bildade de, tillsammans med Tom McGuinness och Hughie Flint, gruppen McGuinness Flint. Gruppen hade framgångar med låtarna "When I'm Dead and Gone" och "Malt and Barley Blues" på de engelska singellistorna, men upplöstes 1971.
Duon hade flera framgångar, både med egna inspelningar ("I Wanna Stay With You") och andra artisters versioner av deras musik. Till exempel spelade Ringo Starr in "Heart On My Sleeve" och Art Garfunkel "Break Away". Långt senare spelade Garfunkel även in "A Heart in New York", vilken också framfördes på Simon & Garfunkels återföreningskonsert i Central Park 1981. 
Totalt spelade duon in åtta studioalbum innan den upplöstes 1979. Deras mest sålda album är Breakaway från 1976. Gallagher & Lyle återförenades 1988 för att spela in singeln "You Brought the Heart Back to the City" som sedermera hamnade på samlingsalbumet The Very Best Of Gallagher & Lyle.
Efter uppbrottet har Lyle haft framgång som låtskrivare tillsammans med Terry Britten. Bland annat skrev de "What's Love Got to Do With It", "Typical Male" och "I Don't Wanna Lose You" för Tina Turner och "Just Good Friends" för Michael Jackson.

## Diskografi
Album
- Gallagher and Lyle (1972)
- Willie and the Lapdog (1973)
- Seeds (1974)
- The Last Cowboy (1974)
- Breakaway (1976)
- Love on the Airwaves (1977)
- Showdown (1978)
- Lonesome No More (1979)
- The Best of Gallagher and Lyle: 20 Beautiful Songs (1980) (samlingsalbum)
- The Very Best Of Gallagher & Lyle (1991) (samlingsalbum)
- The Best of Gallagher & Lyle (1995) (samlingsalbum)
- Live In Concert (1999) (live, inspelat av BBC)
- The River Sessions (2004) (inspelat för Radio Clyde 1974)

Singlar
- "Give A Boy A Break" / "Joie de Vivre" (1972)
- "Shine A Light" / "All I Want To Do" (1973)
- "I Believe In You" / "Seeds" (1973)
- "We" / "King of the Silents" (1974)
- "I Wanna Stay With You" / "Breakaway" (1976)
- "Heart On My Sleeve" / "Northern Girl" (1976)
- "Every Little Teardrop" / "Street Boys" (1977)
- "The Runaway" / "Call For The Captain" (1977)
- "I Had To Fall In Love" / "Head Talk" (1977)
- "Throw Away Heart" / "Golden Boy" (1978)
- "You're The One" / "Backstage" (1978)
- "Showdown" / "Golden Boy" (1978)
- "Missing You" / "Sunny Side Up" (1979)
- "Living On The Breadline" / "Take The Money And Run" (1980)
- "You Put The Heart Back In The City" / "Fifteen Summers" (1988)